# Vlag van Hollands Kroon (gemeente)

De vlag van de gemeente Hollands Kroon

De vlag van Hollands Kroon is in 2012 door de gemeenteraad vastgesteld als officiële vlag van de Noord-Hollandse gemeente Hollands Kroon. Deze logovlag toont het gemeentelogo met belettering op een witte achtergrond. Logovlaggen worden niet opgenomen in het vlaggenregister van de Hoge Raad van Adel omdat ze zich niet aan de regels van de vlaggenkunde houden.

## Verwante afbeeldingen

Wapen van Hollands Kroon
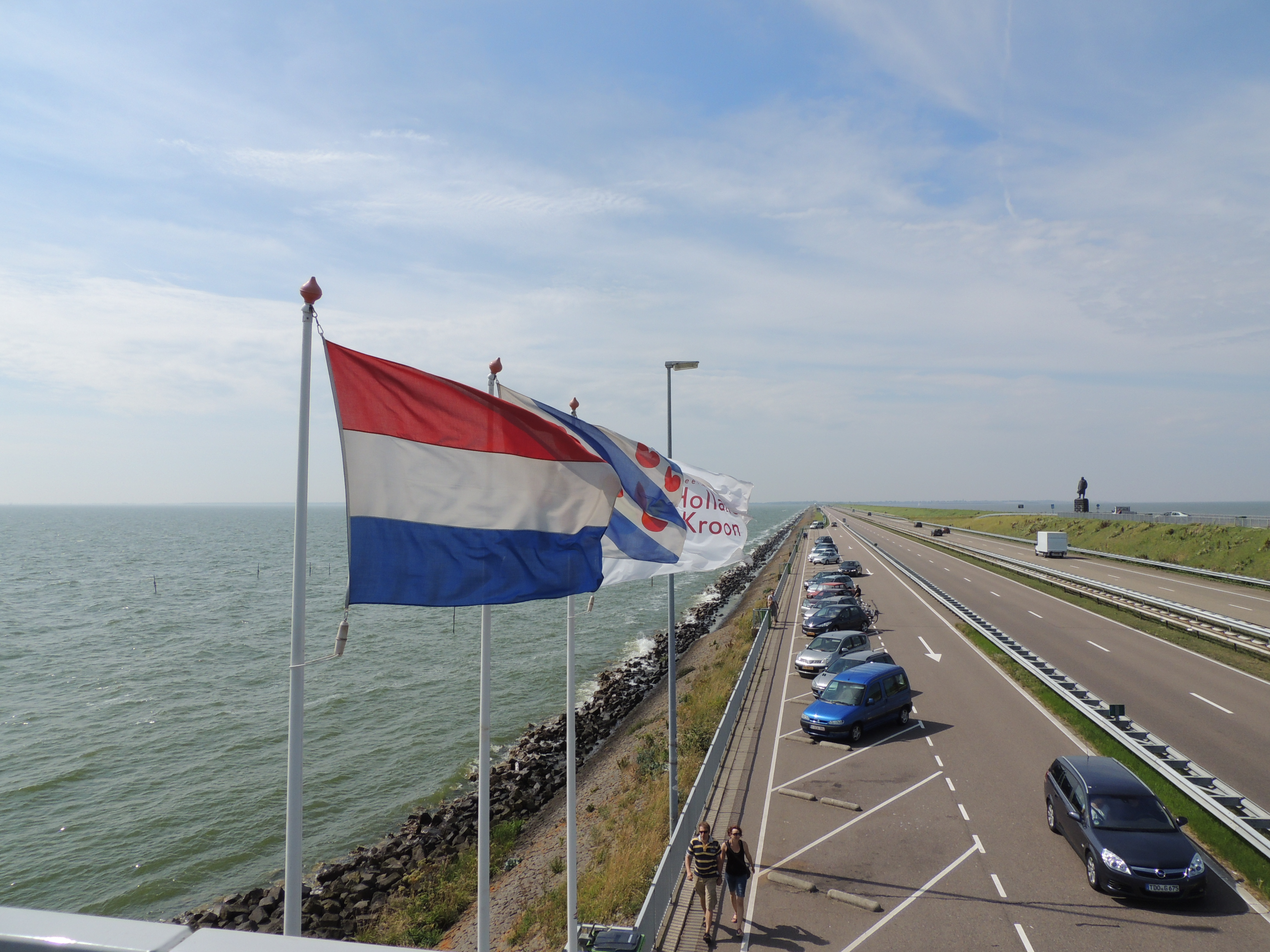
Vlaggen van Nederland, Friesland en Hollands Kroon op de Afsluitdijk

Aalsmeer · Alkmaar · Amstelveen · Amsterdam · Bergen · Beverwijk · Blaricum · Bloemendaal · Castricum · Den Helder · Diemen · Dijk en Waard · Drechterland · Edam-Volendam · Enkhuizen · Gooise Meren · Haarlem · Haarlemmermeer · Heemskerk · Heemstede · Heiloo · Hilversum · Hollands Kroon · Hoorn · Huizen · Koggenland · Landsmeer · Laren · Medemblik · Oostzaan · Opmeer · Ouder-Amstel · Purmerend · Schagen · Stede Broec · Texel · Uitgeest · Uithoorn · Velsen · Waterland · Wijdemeren · Wormerland · Zaanstad · Zandvoort